# シンシナティ (軽巡洋艦)
シンシナティ (USS Cincinnati, CL-6) は、アメリカ海軍の軽巡洋艦。オマハ級軽巡洋艦の1隻。艦名はオハイオ州シンシナティに因む。その名を持つ艦としては3隻目。

## 艦歴
「シンシナティ」は1920年5月15日にワシントン州タコマのトッド・シップビルディング社で起工。1921年5月23日にチャールズ・E・チューダー（シンシナティの安全委員会委員長）の夫人によって命名・進水し、1924年1月1日に艦長C・P・ネルソン大佐の指揮下で就役した。
南アメリカでの整調巡航後、「シンシナティ」は1924年6月に偵察艦隊に合流し、カリブ海および大西洋岸沿いに作戦活動に従事した。部隊と共に「シンシナティ」は1925年の春に太平洋およびパナマ運河地帯で艦隊演習を行い、その後カリブ海および大西洋岸沿いの作戦活動を再開し、1927年初頭まで従事した。
1927年2月17日、「シンシナティ」はパナマ運河地帯のバルボア港を出航、極東での任務に向かう。10月まで上海を拠点として活動し、続いてマニラに移動、その後1928年2月から4月まで再び上海で活動した。東海岸へ帰還途中、オアフ島での訓練に参加、ホノルルで乗客を乗せ、ニカラグアのコリントに向かい、1928年7月25日にロードアイランド州ニューポートに帰還、その後は1932年まで東海岸での作戦活動に従事した。
1932年初頭に「シンシナティ」は太平洋艦隊戦闘部隊に合流し、1934年4月から7月まで東海岸を巡航、5月31日にはニューヨークでの大統領による観閲式に参加した。西海岸へ戻ると、1935年から38年まで予備役兵の夏期訓練巡航を行い、その後1939年に再び大西洋での任務に配属される。
「シンシナティ」は1940年4月から真珠湾を拠点として活動し、同年末までグアム、フィリピンへの輸送任務に従事した。その後大西洋に戻り、西部大西洋での偵察任務に就く。戦争が始まると、偵察および船団護衛任務を大西洋、カリブ海で行い、マルティニークではフランスの武装帆船を拿捕した。「シンシナティ」はドイツの封鎖突破船探索を行い、1942年11月21日には軽巡洋艦「ミルウォーキー」 、駆逐艦「サマーズ」 (USS Somers, DD-381) と共に「アンナリーズ・エッスベルガー (SS Annaliese Essberger)」を発見。同船は自沈した。
1944年の初めにニューヨークでオーバーホールを行った「シンシナティ」は、ヨーロッパ侵攻のために1944年3月から7月までに行われたニューヨークからベルファストまでの3度の輸送船団巡航に対して、護衛部隊の旗艦として同行した。7月28日にノーフォークを出航し、南フランス攻撃の間、地中海西部での偵察を行う。「シンシナティ」は9月9日にニューヨークに帰還し、オーバーホールの後11月17日にブラジルのレシフェで第4艦隊に合流、ヨーロッパでの戦争が終わるまで南大西洋の大洋航路で偵察巡航を行った。
1945年の夏に「シンシナティ」は海軍兵学校生を乗せ2度の訓練巡航を行い、9月29日にフィラデルフィアに到着、同地で1945年11月1日に退役し、1946年2月27日にスクラップとして廃棄された。
「シンシナティ」は第二次世界大戦の戦功で1個の従軍星章を受章した。